# Regencape

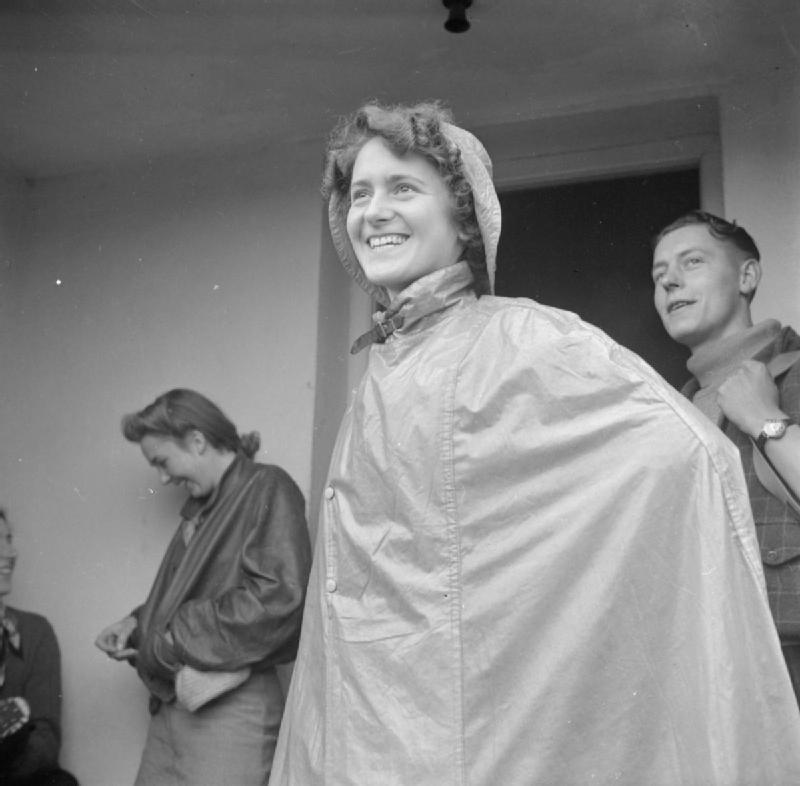
Wanderer in Yorkshire, 1944

Ein Regencape, Regenponcho oder Regenumhang, in der Schweiz auch Pelerine, ist ein ärmelloser Umhang (Cape) aus wasserdichtem Material, der zum Schutz gegen Regen, Sturm oder starken Seegang angelegt wird. Bekannte Marken sind Vaude, Hock oder ehemals Jeantex. 
In der Regel sind Regencapes rundherum geschlossen oder haben eine durchgehende Knopfleiste an der Vorderseite. Es existieren aber genauso Varianten, die an den Ärmelseiten offen sind bzw. mit Ärmeln samt integrierten Regenhandschuhen versehen sind. Die meisten Modelle haben seitlich zwei Durchgriffe für die Arme und eine Kapuze. Alternativ kann zum Regencape ein Regenhut, Südwester, eine Regenhaube oder darunter Kapuzenkleidung (Hoodie, Regenjacke etc.) getragen werden.
Regencapes sind in der Regel mit einem Reißverschluss, Klettverschluss oder Druckknöpfen zum Verschließen ausgestattet. 
Mit einem Regencape können auch Taschen und sonstige Gegenstände vor Nässe geschützt werden; der Träger gerät durch den luftigen Schnitt nicht ins Schwitzen und ist nicht durch einen Regenschirm behindert. Vor allem Radfahrer, Wanderer, Reiter bzw. Hundebesitzer bei Gassigängen tragen Regencapes gern, da sie platzsparend zu verpacken und bei Bedarf einfach zu entfalten und schnell anzulegen sind. Spezielle Fahrradcapes sind mit Schlaufen und Kordeln ausgestattet, die das Cape davon abhalten, hin- und herzuwehen und so die Sicht zu beeinträchtigen.

## Geschichte

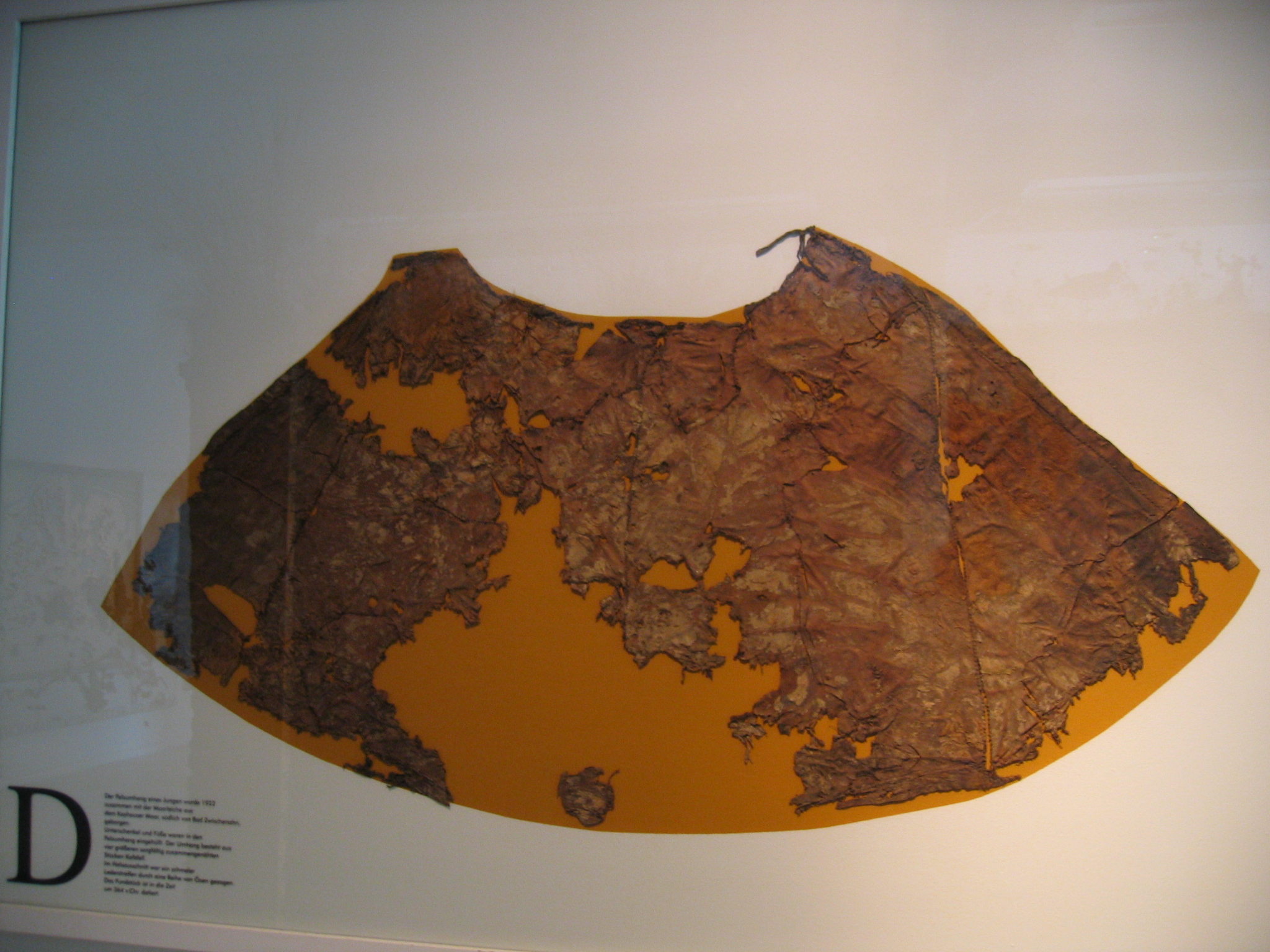
Reste des Pelzumhangs der Moorleiche von Kayhausen, ca. 364–350 v. Chr.

Eines der ältesten archäologisch belegten Capes ist der fünftausend Jahre alte Grasmantel der Gletscherleiche Ötzi. Die kunstfertige handwerkliche Ausführung dieses und anderer seiner Kleidungsstücke führten zu einer umfassenden Neubewertung der mitteleuropäischen Kultur der Jungsteinzeit. Die Römer unterschieden zwischen kurzen und längeren, halbkreisförmig geschnittenen Mänteln.
Frühe Formen dieses Manteltyps finden sich auch im alten China. Diese Capes waren aus Stroh, Silbergras oder, in der frühmittelalterlichen Tang- und der darauffolgenden Song-Dynastie, auch aus Sauergras gefertigt. Mäntel dieser Art blieben auch nach der Entwicklung modernerer Materialien unter Bauern und Fischern weiter im Gebrauch. In der Dichtung verschiedener Dynastien werden solche Regenumhänge aus Stroh beschrieben. Sauergrasgewächse wurden wegen ihrer glatten Oberfläche und ihres Hohlfaseraufbaus bevorzugt, da sie stark wasserabweisend wirkten.
Seit den 1930er Jahren kamen zunehmend mehr Modelle in den Handel, vor allem aus gewachster bzw. gummierter Baumwolle (etwa Mackintosh und Klepper), ab den 40er Jahren auch aus verschiedensten Kunststoffen. Ab den 1970er Jahren kamen Regencapes außerhalb des Freizeitbereichs und der Kinderbekleidung vorübergehend etwas aus der Mode. Allerdings erleben sie seit einiger Zeit eine Renaissance, da sie neben dem reinen Wetterschutz andere Vorteile haben. Die Kapuze bietet außerdem zusätzlichen Schutz gegen Regen und Wind.